# Проклета авлија
Проклета авлија је роман српског књижевника и нобеловца Иве Андрића из 1954. године. Роман припада каснијем периоду Андрићевог књижевног стварања.

## Радња
У Андрићевом роману, Проклета авлија је назив познате цариградске тамнице, у коју је из неоправданих разлога доспео фра-Петар из Босне, кога су послали у Стамбол да обави неке самостанске послове. Догоди се да турске власти ухвате неко писмо упућено аустријском интернунцију у Цариграду, у којем је било описано прогањање верника од турске власти и сумња падне на фра-Петра. Он буде ухапшен и затворен у истражни затвор – „Проклету авлију“, где је остао два месеца док га нису послали даље.
У „Проклетој авлији“, фра-Петар упознаје више људи, који се у овој роману претварају у галерију занимљивих ликова. Ту је управник „Проклете авлије“ Латифага звани Карађоз, затвореник Хаим, Јеврејин из Смирне, па затим централни лик из овог романа затвореник Ћамил-ефендија, богати млади Турчин из Смирне. Фра-Петар сазнаје од Хаима, младићевог суграђанина, да је овај затворен због сумње да његово проучавање свести има за сврху бунтовно сплеткарење против султановог двора, што је било потпуно неистинито. Млади Ћамил, син богатог Турчина и Гркиње, одмалена се посветио науци и самотничком и аскетском начину живота, који је посебно потенцирала једна несрећна и непребољена љубав. Ћамил се, наиме, заљубио у кћер младог грчког трговца, но овај је из националистичко-верских разлога није хтео дати Турчину за жену, него ју је силом удао за Грка изван Смирне. После тог догађаја Ћамил се потпуно затворио у себе и постао нека врста особењака. Окружује се књигама и баца се на науку, показујући нарочит интерес за свест турске царевине, од које га специјално занима једно одређено раздобље - време Бајазита II и Џем-султана, његовог брата, којег је Бајазит у борби за престо двапут поразио у бици. Тада је Џем потражио уточиште на острву Родос, где су владали хришћански витезови. Од тада почиње одисеја Џема, који као заробљеник прелази из руку у руке разних европских владара, па чак и самог папе, а сви га они искориштавају као адут против турске царевине, тј. прете Бајазиту да ће га пустити ако не задовољи њихове разноразне захтеве. На Ћамила посумњају да проучава управо то историјско раздобље, јер оно има сличности са садашњом ситуацијом на двору, где султан такође има брата супарника, којег је прогласио малоумним и држи га заточеног. Ћамил је послат у „Проклету авлију“, где упознаје фра-Петра и исприча му живот Џем-султана, тврдећи да је његов живот идентичан с Ћамиловим и да су им судбине једнаке. Након неког времена одведу га у посебан затвор и ту једне ноћи приликом саслушања дође до туче између њега и полиције. Ћамила изнесу – жива или мртва – не зна се. Фра-Петар га више никада није видио.

## Приповедање у проклетој авлији
Композиција романа Проклета авлија је чврста, али и сложена. Чврста јер се приче, којих је више, држе уско једна уз другу, а сложена због своје прстенасте структуре. Више приповедача и више тачака гледишта прстенаста композиција спаја у једну кохерентну целину. Из тежње за схватањем обухватне, 'свезнајуће' приче, често се уводи више приповедача који се допуњавају, с тим у вези више 'извора истине' у настојању да се створи илузија о томе да није наратор свезнајући него прича.

## Вишеструки наратори

### Објективни приповедач
Рецимо да је оквир читаве табеле сам роман, објективни приповедач се налази у његовом прологу и епилогу. Његов говор је чисто књижевни и у 3. лицу. Са његове тачке гледишта дат нам је опис гробља на почетку Зима је, снег замео све до кућних врата и епилог Даље! Пиши: једна тестера од челика, мала њемачка. Једна! чини окосницу романа и налази се изван свијета Проклете авлије.

### Безимени младић
Младић који сједи крај прозора и гледа на снијежну бјелину која прекрива Фра-Петров гроб је лик који је врло вјешто 'увучен' у палету осталих ликова. Он је посредник између приповједача и фра-Петра, приповједач се њиме служи као нијемим свједоком фра-Петрових причања. Младић је спона између приказаног свијета у Авлији и реалног свијета у коме је фра-Петар о Авлији причао и умро. Техником ретроспекције приказује нам дешавања у Авлији. Следећег приповједача уводи нам управо овај младић реченицом Најбоље је ипак пустити човека да прича слободно.

### Фра Петар
Фра Петрова прича је основна у роману, кроз његово причање фратарима сазнајемо како о њему тако и о становницима Авлије. Он причу гради према редоследу којим поједине елементе уочава или сазнаје. Ни крив ни дужан допао је тамнице, у таквој ситуацији почиње духовно да живи и да духовно се спасава помоћу пријатељства са Ћамилом који му прича своју причу о Џем-султану. Фра-Петар не прича 'приче ради' већ зато што осјећа потребу да фратарима остави причу о Проклетој авлији и страдању младог Ћамила.

### Хаим
Следећи приповједач који чини једну од карика прстенасте композиције је Хаим. Као и остали ликови у Авлији приказан је са тачке гледишта фра-Петра. Колико је волио да говори налазимо у констатацији фра-Петра Ова његова говорљивост и довела га је овамо. Његово казивање је темељно, увјерљиво, поткријепљено чињеницама чак и детаљима. Његова функција као наратора је да пружи информације о Ћамилу и о узроцима те трагичности како би се, тиме представа о Проклетој авлији, о њеној намјени и бесмислености, што потпуније створила у свијести читаоца.
Ћамилова судбина је у средишту приче, али та прича има шире умјетничко значење од обичне појединачне судбине: индивидуално подиже на ниво општег, повезује прошлост и садашњост, утицај тоталитарног друштва на идентитет личности, тамница- кривица и невиност, патологија страха, љепота и величина пријатељства. 	Преко приче о човјеку који живи са књигама, и приче о историјском сукобу Бајазита и Џема, урања се у древну Причу о 'браћи-непријатељима' која траје Откако је света и века У жељи да прича о Џем-султану не нестане заједно с њим, Ћамил, прича Без увода у видљиве везе, без временског реда
Прича је код Андрића својеврстан садржај његовог приповиједања. Проклета авлија је прича о причањима различитих људи, фра-Петар зближава се са несрећним Ћамилом управо помоћу његове приче. Из предјела маште у који га је одвело Ћамилова причање, фра-Петру и све на земљи почиње да изгледа другачије. За њега се Проклета авлија на чудан начин преображава у наговјештај слободе и бескраја. Као да му је тек прича отворила очи за љепоту стамболске зоре, када небо порумени и сиђе на земљу. Јер иза сваког причања остаје звучни ореол који лебди у ваздуху и онда када је изговорена ријеч угасла.
У Проклетој авлији осјећа се присуство традиције усменог приповиједања, у њој је Андрић пронашао свој стилски узор који ће бити најживотнији. Историја представља материјал колективног памћења. Али из ње се памти само оно што је блиско људској машти и од чега она може да створи легенду. Легенда настаје тек кад догађај прође, а народни приповједач је својим 'маштарским причама' кити и гради да би их дуже памтио. У тој особини Андрић је налазио своје стилске и приповједачке моделе. Он се није индивидуалистички одвајао од наслијеђених и раширених културних облика већ је ослушкивао легенде и начин приповиједања у њима. У крвавој историји, затвореничкој ситуацији опет је нека легенда оно што је осмишљава и помаже човјеку да преживи. Легендом Андрић уобличава такво судбинско искуство заједничко многим генерацијама.
У свим причањима у Проклетој авлији преовлађује треће лице, које се само повремено прекида увођењем првог лица тј. непосредним навођењем онога што неки од наратора и говори. Џаџић примјећује како у Проклетој авлији нема дијалога. Фра-Петар не може и не жели да води дијалог. Он прихвата туђе монологе и нијемо их коментарише. Он свуда тражи, налази и види зачетак и последице непромишљеног говора, и зна цену којом се такав говор плаћа. Он приповиједа о догађајима, али тек када су они далеко иза њега, кад може да их искаже и граматичким временом прошлим.
Говорећи о тачкама гледишта за Андрића је карактеристична та удаљена или висока тачка са које он мирно описује стварност људи једног времена. Са те тачке он креће у приповиједање, приближава се појединим догађајима и предметима, али никад не заборавља ту своју 'високу тачку', као своју основну перспективу хроничара. Класичан примјер у том погледу представља почетак Проклете авлије. Најприје описује изглед гробља, постепено сужавајући свој поглед на ћелију. Опис је обојен лирским доживљајем белина спољњег света ту се меша са дремљивом сенком која влада у ћелији, а тишина добро другује са тихом шумом његових многобројних часовника који још раде, док су се неки, ненавијени, већ зауставили.
Сваки пут кад се објективни приповједач послужи неким говорним елементом који припада ликовима у дјелу, када пређе на њихову тачку гледишта, он тај говор ставља међу наводнике. Међутим, некад се та перспективна удаљеност укида. Кад се налазимо унутар средишње приче, у основноме имагинативно-књижевном свијету, а то је свијет Авлије, перспективна удаљеност између говора објективног приповједача и говора ликова смањује се готово укида у корист објективног приповједача, а прије почетка те приче и послије ње- разлике се поново успостављају. Тако бисмо могли без икаквих ограда да кажемо: на оквирима Проклете авлије ликови говоре ијекавски и са локално-дијалекатским елементима, а у њеноме основном тексту оба се ова језичка момента укидају за све ликове.
Једноставност Андрићевог приповиједања је један од пресудних разлога популарности његовог дјела.